# Bulbophyllum masoalanum
Bulbophyllum masoalanum là một loài phong lan thuộc chi Bulbophyllum.